# ريتشارد ن. إليوت
ريتشارد ن. إليوت هو محامي وسياسي أمريكي، ولد في 25 أبريل 1873، وتوفي في 21 مارس 1948. نشط حزبياً في الحزب الجمهوري. وقد انتخب عضو مجلس نواب إنديانا ‏ وانتخب عضو مجلس النواب الأمريكي.